# Alice Paurová
Alice Paurová (* 24. března 1970 Chrudim) je česká politička a trenérka národní reprezentace v kin-ballu, v letech 2010 až 2014 zastupitelka městského obvodu Pardubice V, členka hnutí STAN.

## Život
Vystudovala Pedagogickou fakultu Univerzity Karlovy v Praze (získala titul Bc.), po studiu začala učit na střední škole v Chrudimi. Následně spoluzaložila autorské divadlo pro děti s názvem Divadýlko z pytlíčku, se kterým několikrát vyhráli celorepublikovou přehlídku profesionálních divadel malých forem a kde působila v letech 1998 až 2010.
V roce 2010 ale objevila kin-ball, v Česku do té doby zcela neznámý sport. Pomohla založit český svaz a kin-ball rozšířit do 500 škol v ČR i na Slovensku. Úspěchy pravidelně sklízí na výkonnostní úrovni i národní tým, který od počátku kin-ballu v ČR trénovala, a který již získal pět medailí z mistrovství světa a Evropy. Před několika lety ve spolupráci s občanským sdružením Česká asociace Sport pro všechny spoluvytvořila program na pohybovou gramotnost dětí a seminář akreditovaný ze strany MŠMT ČR. Je rovněž místopředsedkyní Českého svazu kin-ballu.
Od října 2010 působí jako členka dozorčí rady akciové společnosti JIPAST, od září 2020 dozorčí radě předsedá. Jedná se o výrobce sportovního vybavení.
Alice Paurová žije ve městě Pardubice, a to konkrétně v části Dražkovice.

## Politické působení
V komunálních volbách v roce 2014 byla zvolena jako nezávislá za subjekt „Sdružení pro Pardubice – SNK ED, nezávislí kandidáti“ zastupitelkou městského obvodu Pardubice V. Ve volbách v roce 2018 mandát obhajovala již jako členka hnutí STAN na kandidátce subjektu „Pardubáci společně: Pardubáci, Patrioti a STAN“, ale neuspěla.
V komunálních volbách v roce 2014 kandidovala také do Zastupitelstva města Pardubice jako nezávislá za uskupení „Sdružení pro Pardubice – SNK ED, nezávislí kandidáti“, ale neuspěla. Zvolena nebyla ani ve volbách v roce 2018, kdy kandidovala již jako členka hnutí STAN na kandidátce subjektu „Pardubáci společně: Pardubáci, Patrioti a STAN“. Ve volbách v roce 2022 je lídryní kandidátky hnutí STAN a tudíž i kandidátkou na post pardubické primátorky.
V krajských volbách v roce 2016 kandidovala jako nestraník za hnutí STAN do Zastupitelstva Pardubického kraje, ale neuspěla. Zvolena nebyla ani ve volbách v roce 2020 již jako členka hnutí STAN. Nicméně působí na komunální i krajské úrovni ve výborech a komisích zaměřených na sport a vzdělávání.
Ve volbách do Poslanecké sněmovny PČR v roce 2017 kandidovala jako členka hnutí STAN v Pardubickém kraji, ale neuspěla. Zvolena nebyla ani ve volbách v roce 2021, kdy kandidovala za hnutí STAN v rámci koalice kandidátky koalice Piráti a Starostové.